# マルチボールシステム
マルチボールシステムとは、主にサッカーの試合において複数の予備ボールを準備し、試合の進行を迅速にする仕組みのことである。1990年代中ごろから試行され、その後いくつかのサッカーリーグや大会において正式に採用されている。

## 導入の経緯
サッカーのルール(Laws Of The Game)では、試合中は原則としてただ1つのボールを用いることになっている。ボールの交換が認められるのは、ボールが破損するなどした場合に限られ、レフェリーの許可を必要とする。この制約のため、たとえばボールが観客席に入ったり、競技場の外に出てしまったような場合でも、そのボールを回収してフィールドに戻す必要があるため、試合は中断することになる。
特に熱狂的なサポーターが観戦する試合の場合、観客席に入ったボールをサポーターが返却しないといったトラブルもしばしば起きた。またテレビ中継が広まるにつれて、ボール回収のための中断が試合のスピード感を損ねるといった問題も指摘されるようになった。
こうしたことから、国際サッカー連盟(FIFA)は1995年の女子ワールドカップ、およびU-17世界選手権において、マルチボールシステムを試験的に導入した。結果的に中断時間の短縮効果が認められ、その後さまざまな大会で導入されることになった。
日本のJリーグでも、試験導入の結果を受けて1996年からマルチボールシステムが導入された。UEFAチャンピオンズリーグでも実施されている。

## 実施例
マルチボールシステムでは、一般に7個のボールを試合前に準備する。このうち1つを試合用のボールとし、残りの6個はフィールド周辺で待機しているボールパーソンが保持する。ボールの配置は大会ごとに指定されるが、Jリーグの場合は両ゴールラインそばに1つずつ、両タッチラインそばに2つずつとなっている。
試合用のボールがフィールド外に出て、試合再開の位置までボールを戻すのにかなりの時間が掛かると判断される場合、再開位置に最も近い場所でボールを保持しているボールパーソンが、手持ちの予備ボールを選手（またはレフェリー）に投げ渡す。こうして、回収を待たずに試合を再開することが可能となっている。回収された（試合用）ボールは予備ボールとなり、しかるべきボールパーソンに戻される。
多くのボールを準備することが困難な下位カテゴリーの大会では、5個あるいはそれ以下の予備ボールで運用することもある。

## 問題点
レフェリーの許可を待たずに予備ボールが供給されるため、ボールパーソンの判断ミスなどで複数の予備ボールがフィールド内に入ってしまうことがある。この場合、かえって試合の進行が妨げられる場合もある。例えばイングランドのサッカーリーグでは、いくつかのチームがマルチボールシステムを導入しているものの、こうしたトラブルが起きたためにレフェリーがマルチボールシステムを試合中に停止させるといった事態も起きている。
マルチボールシステムの導入により試合の中断時間が減ったことは、選手の疲労にも影響している。特に選手の給水時間が確保できなくなることに対する懸念が、FIFAのテクニカルレポートで提起されている。

## その他
いくつかのフットサルやバレーボールのリーグおよび大会においても、マルチボールシステムが導入されている。